# Agonges
 Agonges  là một xã ở tỉnh Allier thuộc miền trung nước Pháp.

## Hành chính
| Danh sách các thị trưởng               |                          |          |      |         |
| Giai đoạn                              | Giai đoạn                | Tên      | Đảng | Tư cách |
| mars 2001                              | bầu lại tháng 3 năm 2008 | Guy Juge | PCF  |         |
| Tất cả các dữ liệu trước đây không rõ. |                          |          |      |         |

## Biến động dân số
| Năm | 1962 | 1968 | 1975 | 1982 | 1990 | 1999 |
| --- | ---- | ---- | ---- | ---- | ---- | ---- |
| Dân số | 400  | 437  | 385  | 327  | 300  | 357  |
| From the year 1968 on: No double counting—residents of multiple communes (e.g. students and military personnel) are counted only once. |      |      |      |      |      |      |